# Riff (Bad Lausick)
Koordinaten: 51° 8′ 42″ N, 12° 39′ 15″ O
Das Riff ist ein Kur- und Freizeitbad mit angeschlossenem Resort und Gastronomie in Bad Lausick in Sachsen. Das Schwimmbad ist zu 100 % in kommunaler Hand, während am Resort-Betrieb private Investoren beteiligt sind.

## Lage
Das Riff liegt östlich des Stadtkerns von Bad Lausick, 750 m Laufweite vom Bahnhof entfernt. Das Schwimmbad liegt westlich und das Resort östlich der Straße Am Riff. In unmittelbarer Umgebung befindet sich ein PKW-Parkplatz für Besucher.

## Geschichte

### Schwimmbad
Den Grundstein legten Sachsens Wirtschaftsminister Kajo Schommer, Landrat des Landkreises Grimma Gerhard Gey und Bürgermeister von Bad Lausick Josef Eisenmann im März 1994.
Am 20. Dezember 1995 wurde das Riff nach 15 Monaten Bauzeit eröffnet. Es war nach dem Ende der DDR das erste moderne Erlebnisbad in Sachsen. Der Neubau nach Plänen des Architekten Erich Heidingsfelder war die Alternative zur Sanierung des baufälligen Freibads. Die Baukosten betrugen 45 Millionen DM (circa 23 Millionen Euro), wovon 90 % vom Freistaat Sachsen als Fördermittel beigesteuert wurden.
Im ersten Jahr kamen 800.000 Besucher und es bildeten sich lange Schlangen, später pendelte sich die jährliche Besucherzahl bei rund 300.000 ein. Bis 2010 waren es insgesamt sechs Millionen Besucher.
Bis Herbst 2020 wurden neun Millionen Bade- und Saunagäste erwartet.
Der Sauna- und Wellness-Bereich wurde mehrfach erweitert. Seit 2006 gibt es ein Heilwasserbecken.

### Riff-Resort
Am 26. Juni 2017 legten Landrat Henry Graichen und Bürgermeister Michael Hultsch den Grundstein für das Riff-Resort. Es liegt gegenüber vom Schwimmbad und ist mit ihm durch einen oberirdischen Tunnel, den „Bademantel-Gang“, verbunden. Der Bau nach Plänen des Architekten Axel Höer kostete zwischen drei und vier Millionen Euro, wovon 30 % als Fördermittel von der Sächsischen Aufbaubank kamen und allein 400.000 Euro für den Verbindungsgang investiert wurden. Das Resort wurde im Dezember 2018 eröffnet und bietet 23 Ferienwohnungen mit 3 Sternen sowie Gastronomie.

### Corona-Pandemie
Bis zu den Schließungen im Rahmen der COVID-19-Pandemie in Deutschland erwirtschaftete das Riff anders als viele kommunale Bäder regelmäßig ein positives Jahresergebnis. Mit den daraus gebildeten Rücklagen sollte ursprünglich eine umfassende Sanierung bis 2025 finanziert werden.

## Ausstattung
- Kurbecken mit 25-m-Bahnen und Strömungskanal
- 125 m lange Reifenrutsche „Crazy River“ (Höhe: 12 m)[6]
- 118 m lange Röhrenrutsche (Höhe: 12 m)[6]
- Sprungturm in den Höhen 3 m und 5 m mit reinem Sprungbecken mit 4 m Wassertiefe[6]
- Sole-Becken im Außenbereich
- Kinderbereich innen und außen
- Luftperlbänke
- Liegewiesen und Ballspielfelder im Außenbereich
- 6 Saunen im Wellness-Bereich
- Heilwasser aus dem Trinkbrunnen „Aqua Vitales“
- Imbiss für Schwimmbadbesucher
- öffentliches Restaurant und Catering für externe Veranstaltungen